# Чёрный Ключ (Марий Эл)
Чёрный Ключ (мар. Шем Памаш) — деревня в Оршанском районе Республики Марий Эл. Входит в состав Марковского сельского поселения.
Численность населения — 0 чел. (2010 год).

## География
Деревня Чёрный Ключ находится в 6 км к северо-востоку от районного центра села Оршанка.

## Этимология
Название получила по наименованию речки Чёрной, которая берёт начало в лесу. Ойконим состоит из двух компонентов, характеризующих географический объект, близ которого находится деревня.

## История
Починок Чёрный Ключ был образован в 1843 году переселенцами из деревни Кишкино Кукаркской волости Яранского уезда Вятской губернии. Первыми поселенцами были семьи трёх братьев Кузьминых и семья Бастраковых. Первое упоминание в печатных источниках о починке Чёрный Ключ встречается в 1859 году в «Списке населённых мест Вятской губернии по сведениям 1859—1873 гг.», проживали 32 мужчины и 51 женщина. В 1877 году в починке насчитывалось 14 дворов, проживали 113 человек.
В 1905 году в деревне числилось 25 дворов, проживали 246 человек. В 1923 году в деревне Чёрный Ключ насчитывалось 41 хозяйство и проживали 125 мужчин и 145 женщин. Все жители русские.
В 1953 году в деревне проживали 473 человека. В 1964 году в 108 дворах проживали 433 человека. В деревне было 22 каменных и 3 полукаменных дома.
Деревня Чёрный Ключ просуществовала до постройки плотины на реке Соза. Предполагалось, что вода затопит Чёрный Ключ, и жители переехали в деревню Малая Каракша и в посёлок Оршанка.

## Население
| 2010 |
| ---- |
| 0    |